# Aurora (roman)
Pour les articles homonymes, voir Aurora.
Aurora (titre original : Aurora) est un roman de science-fiction américain, écrit par Kim Stanley Robinson, publié aux États-Unis en 2015 puis traduit en français et paru en 2019 aux éditions Bragelonne.

## Contexte
Un vaisseau générationnel emmène 2 000 passagers, à une vitesse de 30 000 km/s (10% de la vitesse de la lumière) vers Tau Ceti e, située à 11,9 années-lumière de la Terre. Le voyage prend presque deux cents ans au cours desquels six générations de passagers se succèdent à bord. 
Le vaisseau part de Saturne en 2545, l'action du roman débute 160 années relatives locales après le départ. Le vaisseau est constitué d'un axe central l'« épine » et de deux roues composées chacune de douze biomes de 4 km de long. Chaque biome contient un écosystème terrien différent. La rotation des roues assure une pseudo-gravité de 0,89 g. Les passagers originaires de différents pays de la Terre s'installent dans les écosystèmes correspondants, mais peuvent voyager d'un biome à l'autre ; la plupart d'entre eux mènent des activités techniques ou agricoles visant à assurer les besoins alimentaires et en oxygène des passagers. L'équilibre biologique est fragile et nécessite un suivi permanent.
Les problématiques qui se posent tout au long du roman sont nombreuses Les solutions techniques n'ont pas été envisagées par les concepteurs du vaisseau et chacune met en péril la mission et l'équipage du vaisseau.
- Dans les écosystèmes fermés des accumulations d'éléments indésirables (chlorures) et des déficits en oligoélément (bore) se produisent, avec des conséquences agronomiques et des carences alimentaires.
- Les déséquilibres biologiques des biomes et défaillances mécaniques sont de plus en plus nombreux, et le principe de sécurité, qui prévalait que tous les paramètres ne passent pas dans une phase négatives en même temps, est battu en brèche.
- Les matériaux du vaisseau vieillissent sous l'effet du rayonnement cosmique et sous l'effet des micro-organismes qui peuvent se développer intempestivement
- Ces micro-organismes connaissent des taux d'évolution plus rapides que les systèmes susceptibles de les contrôler, deviennent une gêne croissante.
- Le vaisseau est à propulsion nucléaire, mais la quantité de combustible embarqué (deutérium et tritium) est limitée. Si la quantité réservée pour le ralentissement à destination est utilisée pour poursuivre l'accélération et raccourcit la durée du voyage, le vaisseau ne pourra pas s’arrêter.
- Les temps de communications avec la terre, 25 ans pour un message aller retour, fait que l'équipage du vaisseau est laissé à lui même et ne peut bénéficier de conseils extérieurs.
- Par ailleurs le soutien de la Terre et l'intérêt des terriens pour la mission s'atténuent après plusieurs dizaines d'années. Les informations de la Terre ne sont plus transmises aussi régulièrement et sont censurées
- L'environnement biologique de Tau Ceti e, n'est pas connu avec suffisamment de précision, même si les sondes ont montré que la planète, située dans une zone habitable, ne possède pas de vie macroscopique pouvant nuire à la colonisation, une vie microscopique latente non détectée peut s'avérer inhospitalière.
- Les passagers du vaisseau, confrontés à des choix vitaux de prise de risque pour assurer le sauvetage d'autres passagers, peuvent être amenés à prendre des attitudes violentes pour défendre leur sécurité personnelle ou un altruisme suicidaire.
- L'I.A. qui gère le vaisseau est confrontée à des prises de décisions pour assurer le succès de la mission et la sécurité des passagers en termes de probabilité.

## Personnages
- Devi est l'ingénieure en chef du vaisseau, elle résout tous les problèmes liés au maintien des biosphère du vaisseau. Elle est en communication permanente avec l'I.A. du vaisseau.
- Badim, époux de Devi, occupe une fonction subalterne dans l'organisation du vaisseau.
- Freya est la fille de Devi et de Badim, adolescente au début du roman, le roman reprend le récit de sa vie.
- Aram, un mathématicien, voisin et ami proche de Badim.
- Euan, Huang, Jalil, trois "enfants sauvages" qui s'amusent à explorer les zones défendues du vaisseau. Devenu adulte, Euan devient ingénieur, et fait partie de la première expédition sur Aurora.
- Jochi, un garçon introverti traumatisé par la mort violente de son père, pourvu d'un don pour les mathématiques.

## Éditions
- Aurora, Orbit, 7 juillet 2015, 466 p.  (ISBN 978-0-316-09810-6)
- Aurora, Bragelonne, coll. « SF », 14 août 2019, trad. Florence Dolisi, 480 p.  (ISBN 979-10-281-0724-6)
- Aurora, Bragelonne, coll. « SF Poche », 6 janvier 2021, trad. Florence Dolisi  (ISBN 979-10-281-2016-0)